# Ucrania en el Festival de la Canción de Eurovisión
Ucrania participa en el Festival de la Canción de Eurovisión desde su debut en 2003, quedando en la decimocuarta posición. Tan solo un año más tarde, obtuvo su primera victoria con Ruslana. En 2016, Jamala obtuvo en Estocolmo la segunda victoria del país en el festival y en 2022, volvió a ganar el festival con la canción Stefania de la Kalush Orchestra. Tanto en 2005 como en 2017, Ucrania celebró el festival en la capital del país, Kiev.
Ucrania es considerado actualmente como uno de los países más exitosos del festival: hasta 2024, se ha posicionado en trece ocasiones dentro del Top 10, nueve de ellas dentro del Top 5 incluyendo tres victorias, dos segundos lugares y dos terceros lugares. 
Ucrania, junto con Luxemburgo, son los dos únicos países no extintos y no miembros del Big 5 que se ha clasificado a la final en todas sus participaciones en el festival desde la introducción de las semifinales.
A pesar de su exitosa trayectoria en el festival, Ucrania también ha protagonizado varias controversias debido a sus recientes conflictos políticos con Rusia. El país se retiró de la edición en 2015 debido a problemas financieros ocasionados por la crisis en Ucrania de 2014-2015. En 2016, la canción 1944, fue acusada de contener mensajes políticos, haciendo referencia a la deportación de las minorías tártaras en el territorio ucraniano. La UER permitió la participación de Jamala con 1944 al considerar que la canción no infringía las reglas. En 2019, el país se vio obligado a retirarse por segunda ocasión, después de que Maruv, ganadora de la final nacional, decidiera no representar a Ucrania en el festival al estar en desacuerdo con varias cláusulas de su contrato en relación con sus presentaciones en Rusia.
En total, han recibido 2749 puntos en finales y 1847 en semifinales, promediando una puntuación de 171.81 puntos en la final.

## Historia
Después de debutar en 2003 con Oleksandr Ponomariov obteniendo el 14° lugar con 30 puntos, Ucrania ganó el festival de Estambul 2004 con la cantante Ruslana y el tema pop-folk «Wild Dances» con 280 puntos, recibiendo puntos de todos los países participantes, a excepción de Suiza incluyendo 8 máximas puntuaciones.  
Durante la edición del 2007, Ucrania llevó al festival a la drag queen Verka Serduchka, que logró la segunda posición con 235 puntos provenientes de todos los países a excepción de Albania. En la siguiente edición, presentaron a la cantante Ani Lorak con la canción «Shady Lady», consiguiendo nuevamente la segunda posición con 230 puntos, tan solo 42 menos que el ganador y ganando previamente la segunda semifinal con 152 puntos.
En la edición de Düsseldorf 2011, se eligió en una final nacional a Mika Newton con la canción «Angel», que a pesar de no figurar entre las favoritas, fue una de las revelaciones en el festival, logrando el 6° lugar con 81 puntos en la segunda semifinal y en la gran final un 4° puesto con 159 puntos, por debajo de Suecia y por encima de Dinamarca, con una puesta en escena muy original en la cual una mujer utilizaba arena para recrear dibujos e imágenes que eran mostrados como fondo en las pantallas mientras la cantante y su corista interpretaban el tema.
En 2012 se regresan a los malos puestos, con el tema «Be my Guest» con el cual apenas pudo pasar a la final en 8° posición, aunque si hubiera sido decisión del público se hubiera clasificado penúltima, y en la final apenas 15° con 65 puntos siendo su 2.º peor resultado desde 2004. En Malmö 2013, Ucrania regresa a los buenos lugares, esta vez de la mano de Zlata Ognevich y el tema «Gravity» que se convirtió en uno de los temas favoritos para ganar, y que semanas antes del festival logró un ascenso importante hasta alcanzar la segunda posición en las apuestas. Finalmente, en su semifinal lograría la 3ª posición con 140 puntos y en la gran final repetiría la 3.ª posición con 214 puntos, incluyendo 5 puntuaciones máximas, solo por debajo de Dinamarca (la máxima favorita) y Azerbaiyán. En 2014, Maria Yaremchuk consiguió con su tema «Tick-Tock» la 5.ª posición y 118 puntos en la semifinal y un 6.º puesto en la gran final con 113 puntos, siendo votada por el público de varios países como muestra de apoyo a su país en el marco de la guerra ruso-ucraniana. A causa de ello, decidieron no participar en la edición de 2015.
Tras una agitada ronda de votaciones, Jamala se convirtió en la ganadora del Festival de la Canción de Eurovisión 2016 con un total de 534 puntos: 323 del televoto y 211 otorgados por el jurado, curiosamente, posicionándose en segunda posición en ambas votaciones. Su canción «1944» le otorgó su segunda victoria a Ucrania tras la del 2004, convirtiéndose en la primera canción con solo símbolos numéricos como título.

## Participaciones
Leyenda
     Ganador
     Segundo puesto
     Tercer puesto
     Cuarto o quinto puesto (Top 5)
     Último puesto
| Año                  | Sede       | Artista                    | Canción                               | Final              | Pts.               | Semifinal                | Pts.                     |
| -------------------- | ---------- | -------------------------- | ------------------------------------- | ------------------ | ------------------ | ------------------------ | ------------------------ |
| 2003                 | Riga       | Oleksandr Ponomariov       | «Hasta la vista»                      | 14                 | 30                 | No hubo semifinales      | No hubo semifinales      |
| 2004                 | Estambul   | Ruslana                    | «Wild dances»                         | 1                  | 280                | 2                        | 256                      |
| 2005                 | Kiev       | Greenjolly                 | «Razom nas bahato» (Разом нас багато) | 20                 | 30                 | País anfitrión           | País anfitrión           |
| 2006                 | Atenas     | Tina Karol                 | «Show me your love»                   | 7                  | 145                | 7                        | 146                      |
| 2007                 | Helsinki   | Verka Serduchka            | «Dancing lasha tumbai»                | 2                  | 235                | Top 10 del año anterior  | Top 10 del año anterior  |
| 2008                 | Belgrado   | Ani Lorak                  | «Shady lady»                          | 2                  | 230                | 1                        | 152                      |
| 2009                 | Moscú      | Svetlana Loboda            | «Be my valentine! (Anti-crisis girl)» | 12                 | 76                 | 6                        | 80                       |
| 2010                 | Oslo       | Alyosha                    | «Sweet people»                        | 10                 | 108                | 7                        | 77                       |
| 2011                 | Düsseldorf | Mika Newton                | «Angel»                               | 4                  | 159                | 6                        | 81                       |
| 2012                 | Bakú       | Gaitana                    | «Be my guest»                         | 15                 | 65                 | 8                        | 64                       |
| 2013                 | Malmö      | Zlata Ognevich             | «Gravity»                             | 3                  | 214                | 3                        | 140                      |
| 2014                 | Copenhague | Maria Yaremchuk            | «Tick-tock»                           | 6                  | 113                | 5                        | 118                      |
| No participó en 2015 |            |                            |                                       |                    |                    |                          |                          |
| 2016                 | Estocolmo  | Jamala                     | «1944»                                | 1                  | 534                | 2                        | 287                      |
| 2017                 | Kiev       | O.Torvald                  | «Time»                                | 24                 | 36                 | País anfitrión           | País anfitrión           |
| 2018                 | Lisboa     | Mélovin                    | «Under the ladder»                    | 17                 | 130                | 6                        | 179                      |
| 2019                 | Tel Aviv   | Maruv                      | «Siren Song»                          | Retirado           | Retirado           | Retirado                 | Retirado                 |
| 2020                 | Róterdam   | Go_A                       | «Solovey» (Соловей)                   | Festival cancelado | Festival cancelado | Festival cancelado       | Festival cancelado       |
| 2021                 | Róterdam   | Go_A                       | «Shum» (Шум)                          | 5                  | 364                | 2                        | 267                      |
| 2022                 | Turín      | Kalush Orchestra           | «Stefania» (Стефанія)                 | 1                  | 631                | 1                        | 337                      |
| 2023                 | Liverpool  | Tvorchi                    | «Heart Of Steel»                      | 6                  | 243                | Ganador del año anterior | Ganador del año anterior |
| 2024                 | Malmö      | Alyona Alyona & Jerry Heil | «Teresa & Maria»                      | 3                  | 453                | 2                        | 173                      |
| 2025                 | Basilea    | Ziferblat                  | «Bird of Pray»                        | 9                  | 218                | 1                        | 137                      |

## Festivales organizados en Ucrania
| Edición                                   | Ciudad sede | Localización                         | Presentandores                                                |
| ----------------------------------------- | ----------- | ------------------------------------ | ------------------------------------------------------------- |
| Festival de la Canción de Eurovisión 2005 | Kiev        | Palacio de los Deportes              | Maria Efrosinina y Pavlo Shylko                               |
| Festival de la Canción de Eurovisión 2017 | Kiev        | Centro Internacional de Exposiciones | Oleksandr Skichko, Volodymyr Ostapchuk y Timur Miroshnychenko |

## Votación de Ucrania
Hasta 2025, la votación de Ucrania ha sido:
| Más puntos otorgados solo en la gran final | Más puntos otorgados solo en la gran final | Más puntos otorgados solo en la gran final |
| Pos.                                       | País                                       | Puntos                                     |
| ------------------------------------------ | ------------------------------------------ | ------------------------------------------ |
| 1                                          | Rusia                                      | 120                                        |
| 2                                          | Azerbaiyán                                 | 99                                         |
| 3                                          | Moldavia                                   | 83                                         |
| 3                                          | Suecia                                     | 83                                         |
| 4                                          | Lituania                                   | 81                                         |

| Más puntos otorgados en semifinales y final | Más puntos otorgados en semifinales y final | Más puntos otorgados en semifinales y final |
| Pos.                                        | País                                        | Puntos                                      |
| ------------------------------------------- | ------------------------------------------- | ------------------------------------------- |
| 1                                           | Lituania                                    | 162                                         |
| 2                                           | Bielorrusia                                 | 155                                         |
| 3                                           | Rusia                                       | 154                                         |
| 4                                           | Moldavia                                    | 149                                         |
| 5                                           | Azerbaiyán                                  | 139                                         |

| Más puntos recibidos solo en la final | Más puntos recibidos solo en la final | Más puntos recibidos solo en la final |
| Pos.                                  | País                                  | Puntos                                |
| ------------------------------------- | ------------------------------------- | ------------------------------------- |
| 1                                     | Polonia                               | 202                                   |
| 2                                     | Moldavia                              | 193                                   |
| 3                                     | Israel                                | 183                                   |
| 4                                     | Azerbaiyán                            | 170                                   |
| 5                                     | Letonia                               | 168                                   |

| Más puntos recibidos en semifinales y final | Más puntos recibidos en semifinales y final | Más puntos recibidos en semifinales y final |
| Pos.                                        | País                                        | Puntos                                      |
| ------------------------------------------- | ------------------------------------------- | ------------------------------------------- |
| 1                                           | Lituania                                    | 297                                         |
| 2                                           | Moldavia                                    | 288                                         |
| 3                                           | Polonia                                     | 277                                         |
| 4                                           | Letonia                                     | 260                                         |
| 5                                           | Israel                                      | 240                                         |

## 12 puntos
- Ucrania ha dado 12 puntos a:

### Final (2003)
| Año  | País  |
| ---- | ----- |
| 2003 | Rusia |

| Año  | País                | Año                  | País                 |
| ---- | ------------------- | -------------------- | -------------------- |
| 2004 | Serbia y Montenegro | 2010                 | Azerbaiyán           |
| 2005 | Moldavia            | 2011                 | Eslovaquia           |
| 2006 | Rusia               | 2012                 | Bielorrusia          |
| 2007 | Bielorrusia         | 2013                 | Bielorrusia          |
| 2008 | Georgia             | 2014                 | Armenia              |
| 2009 | Azerbaiyán          | No participó en 2015 | No participó en 2015 |

| Año                  | Jurado       | Televoto    | Conjunto     |
| -------------------- | ------------ | ----------- | ------------ |
| 2016                 | Australia    | Polonia     | Australia    |
| 2017                 | Bielorrusia  | Bielorrusia | Bielorrusia  |
| 2018                 | Países Bajos | Moldavia    | Dinamarca    |
| No participó en 2019 |              |             |              |
| 2021                 | Australia    | Lituania    | Bélgica      |
| 2022                 | Países Bajos | Lituania    | Países Bajos |
| 2023                 | Sin jurado   | Polonia     | Polonia      |
| 2024                 | Sin jurado   | Croacia     | Croacia      |
| 2025                 | Sin jurado   | Noruega     | Noruega      |

| Año  | País                | Año                  | País                 |
| ---- | ------------------- | -------------------- | -------------------- |
| 2004 | Serbia y Montenegro | 2010                 | Azerbaiyán           |
| 2005 | Moldavia            | 2011                 | Georgia              |
| 2006 | Rusia               | 2012                 | Azerbaiyán           |
| 2007 | Bielorrusia         | 2013                 | Bielorrusia          |
| 2008 | Rusia               | 2014                 | Suecia               |
| 2009 | Noruega             | No participó en 2015 | No participó en 2015 |

| Año                  | Jurado      | Televoto | Conjunto    |
| -------------------- | ----------- | -------- | ----------- |
| 2016                 | Lituania    | Rusia    | Azerbaiyán  |
| 2017                 | Bielorrusia | Moldavia | Portugal    |
| 2018                 | Francia     | Israel   | Israel      |
| No participó en 2019 |             |          |             |
| 2021                 | Italia      | Italia   | Italia      |
| 2022                 | Reino Unido | Polonia  | Reino Unido |
| 2023                 | Suecia      | Polonia  | Polonia     |
| 2024                 | Suiza       | Suiza    | Suiza       |
| 2025                 | Alemania    | Lituania | Alemania    |

## Galería de imágenes
|                                                                              |
| Ruslana, ganadora del Festival de la Canción de Eurovisión 2004, en Estambul |

|                             |
| Tina Karol en Atenas (2006) |

|                                    |
| Verka Serduchka en Helsinki (2007) |

|                              |
| Ani Lorak en Belgrado (2008) |

|                                 |
| Svetlana Loboda en Moscú (2009) |

|                        |
| Alyosha en Oslo (2010) |

|                                |
| Zlata Ognevich en Malmö (2013) |

|                                      |
| Maria Yaremchuk en Copenhague (2014) |

|                                                                              |
| Jamala, ganadora del Festival de la Canción de Eurovisión 2016, en Estocolmo |

|                          |
| O.Torvald en Kiev (2017) |

|                          |
| Mélovin en Lisboa (2018) |

|                         |
| Go_A en Róterdam (2021) |

|                                  |
| Kalush Orchestra en Turín (2022) |

|                             |
| Tvorchi en Liverpool (2023) |

|                                            |
| Alyona Alyona & Jerry Heil en Malmö (2024) |